# 채식주의

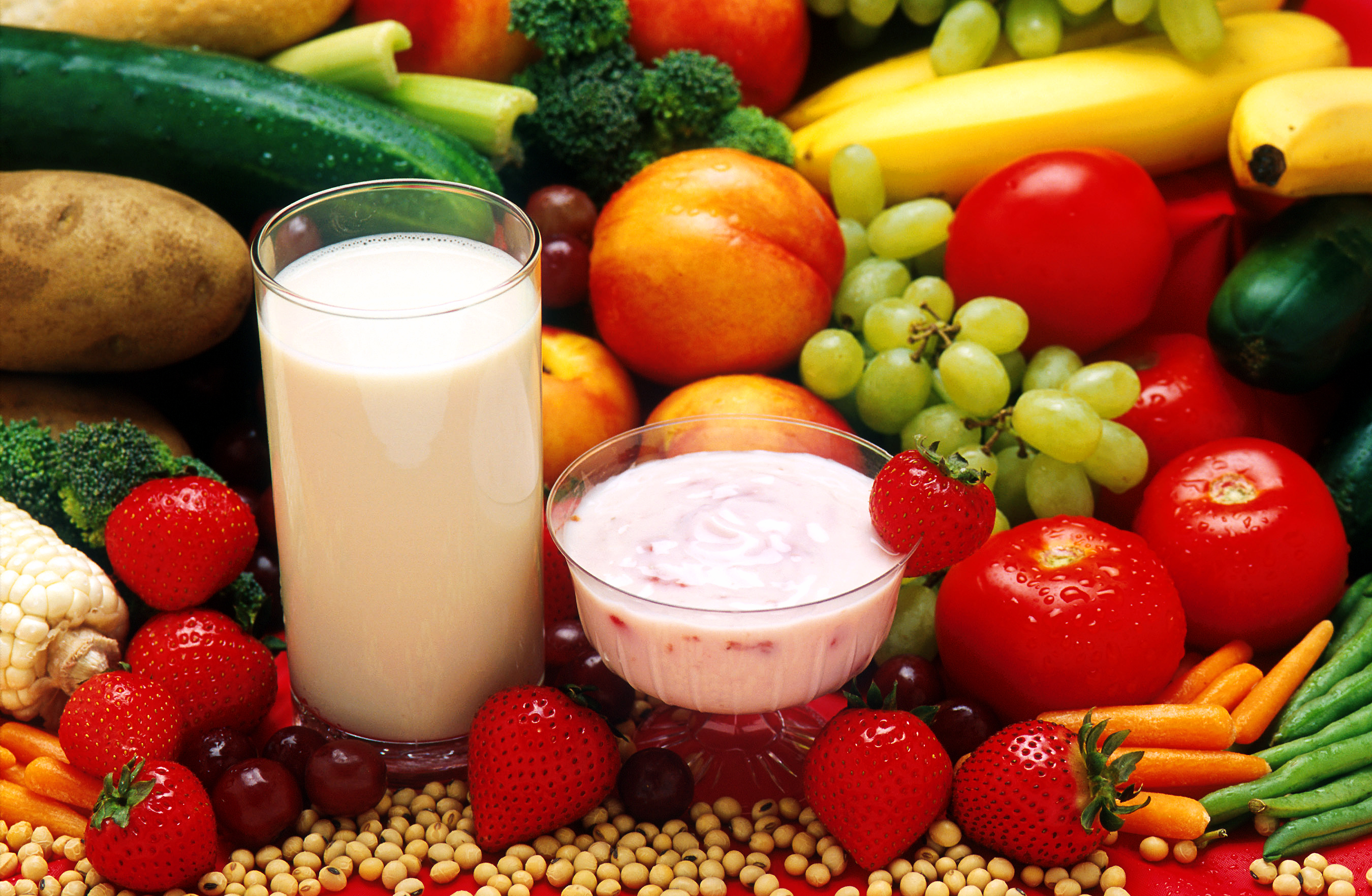
두유와 저지방 요구르트 등의 제품에서 발견되는 콩과 유청 단백질이 풍부한 식단이 쥐의 유방암 발병률을 감소시키는 것으로 나타났다.

채식주의(菜食主義, 영어: vegetarianism, veganism)는 인간이 동물성 음식을 먹는 것을 피하고, 식물성 음식만을 먹는 것을 뜻한다. 동물성 음식은 보통 동물로 만든 음식과, 동물로부터 나온 유제품(우유, 버터, 치즈, 요구르트 등), 동물의 알, 동물 성분을 물에 넣고 끓인 국물과 어류까지도 포함하는 말이지만, 일부 엄격하지 않은 채식의 경우에는 동물의 고기를 제외한 일부의 동물성 음식을 먹는 경우도 있다.

## 설명

### 채식주의의 근거
동물보호주의, 생태주의나 반자본주의, 자연보호, 정신 수양 등의 관점에서 채식을 주장하는 서양과는 달리, 한국에서는 주로 건강을 위해 채식을 하는 경우가 많다. 2002년초에는 서울방송에서 방영한 "잘 먹고 잘 사는 법"이라는 특집 다큐멘터리가 큰 반향을 일으켰다.
인도 인구의 20-30% 정도가 락토 베지테리언(동물성 음식 중에서 유제품은 먹는 채식주의자)이다. 이들이 전 세계 채식주의자의 70%를 차지한다. 또한 일본을 비롯한 아시아 여러 나라의 국민들은 서구화 이전에는 육식을 많이 하지 않았다고 한다. 서양에서는 20세기 이후 건강, 윤리, 환경보호 등을 이유로 채식주의자의 비율이 꾸준히 늘어나고 있는 추세다. 미국의 조사에 따르면 1%에서 2.8% 정도의 국민이 육식(닭고기와 물고기 포함)을 하지 않는 것으로 조사됐다.

### 한국 채식운동의 역사
한국의 채식을 목적으로 한 모임은 1998년 11월 하이텔의 정신과학동호회 내에 만들어졌던 채식소모임이 시초이다. 처음 소모임을 제하였던 이광조, 김승권, 배복기, 정인봉 등을 주축으로 하여 이후 1999년에 하이텔 채식동호회로 성장하였고, 같은해 5월에는 종로1가에서 처음 채식캠페인이 있었다. 이때 채식소책자 "자유를 위한 채식"과 팜플렛 등이 무료로 배포되었다. 이후 마로니에 공원에서 채식캠페인이 있었다. 2000년에는 인터넷 상에서 처음으로 지역별 대표의 협의체 형식인 푸른생명한국채식연합이 만들어졌다. 그리고 송숙자박사 등과 협력하여 삼육대학교에서 채식강연회와 채식시식회가 있었으며, 10월1일에는 100여명이 참여한 세계 채식인의 날 캠페인이 마로니에 공원에서 있었다. 이때 재림교, 명상단체, 동물보호단체, 채식단체 등 주축이 되어 협력하여 캠페인과 채식시식회 등이 진행되었다.  채식과 관련된 야외무대에서, 그리고 채식무료시식회를 통해 수백명이 채식요리에 대한 정보를 얻을 수 있었다. 그리고 대학로에서 명동성당까지 채식의 유익을 알리는 가두행진이 있었다. 지속적인 채식캠페인과 함께 신문, 방송, 월간지, 주간지 등 언론에서 채식동호회의 소개와 함께 채식에 대한 정보가 대중에게 제공되었다. 2002년에는 인사동에서 48페이지의 칼라 채식안내책자가 1만부 제작되어 무료 배포되었으며, 100분 토론 102회는 "채식이냐 육식이냐"가 방송되기에 이르렀다. 육식측 패널은 김숙희 전 보건복지부장관, 김창규 의사였고 채식측 패널은 이광조 푸른생명한국채식연합 대표와 유제명 한국생명운동본부 대표였다. 초창기 푸른생명한국채식연합의 회원들은 당시 성장 중이던 인터넷 포탈사이트들에 각기 카페를 만들기 시작하였다. 대표적인 것이 다음(daum) 채식나라의 이원복, 네이버(naver) 한울벗 채식동호회의 김승권 등이었다.

## 채식주의자의 분류
|                      | 고기 | 달걀 | 유제품 |
| 락토 오보 베지터리언 | X    | O    | O      |
| 오보 베지테리언      | X    | O    | X      |
| 락토 베지터리언      | X    | X    | O      |
| 비건                 | X    | X    | X      |

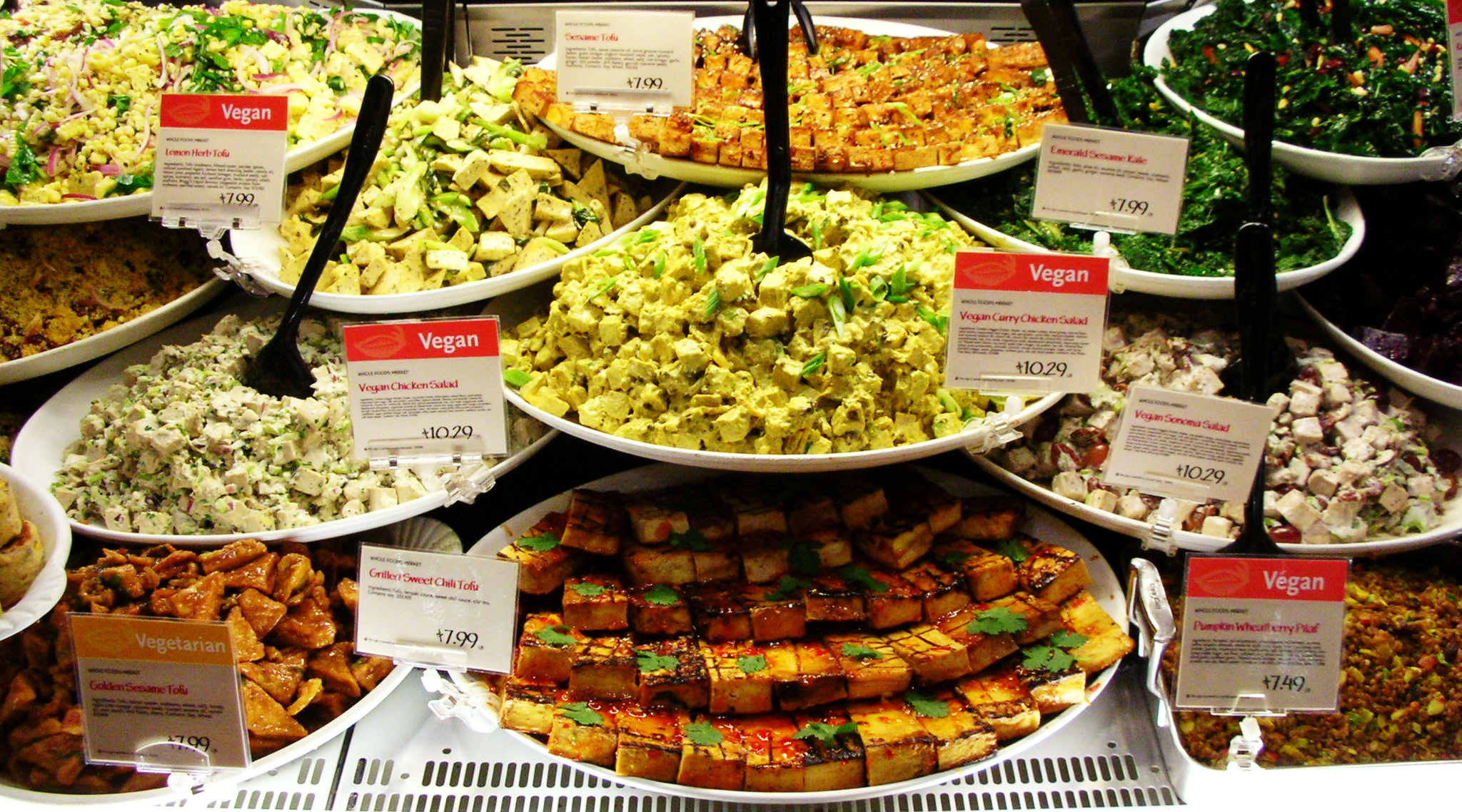
채식주의자와 채식주의자의 다양한 음식들

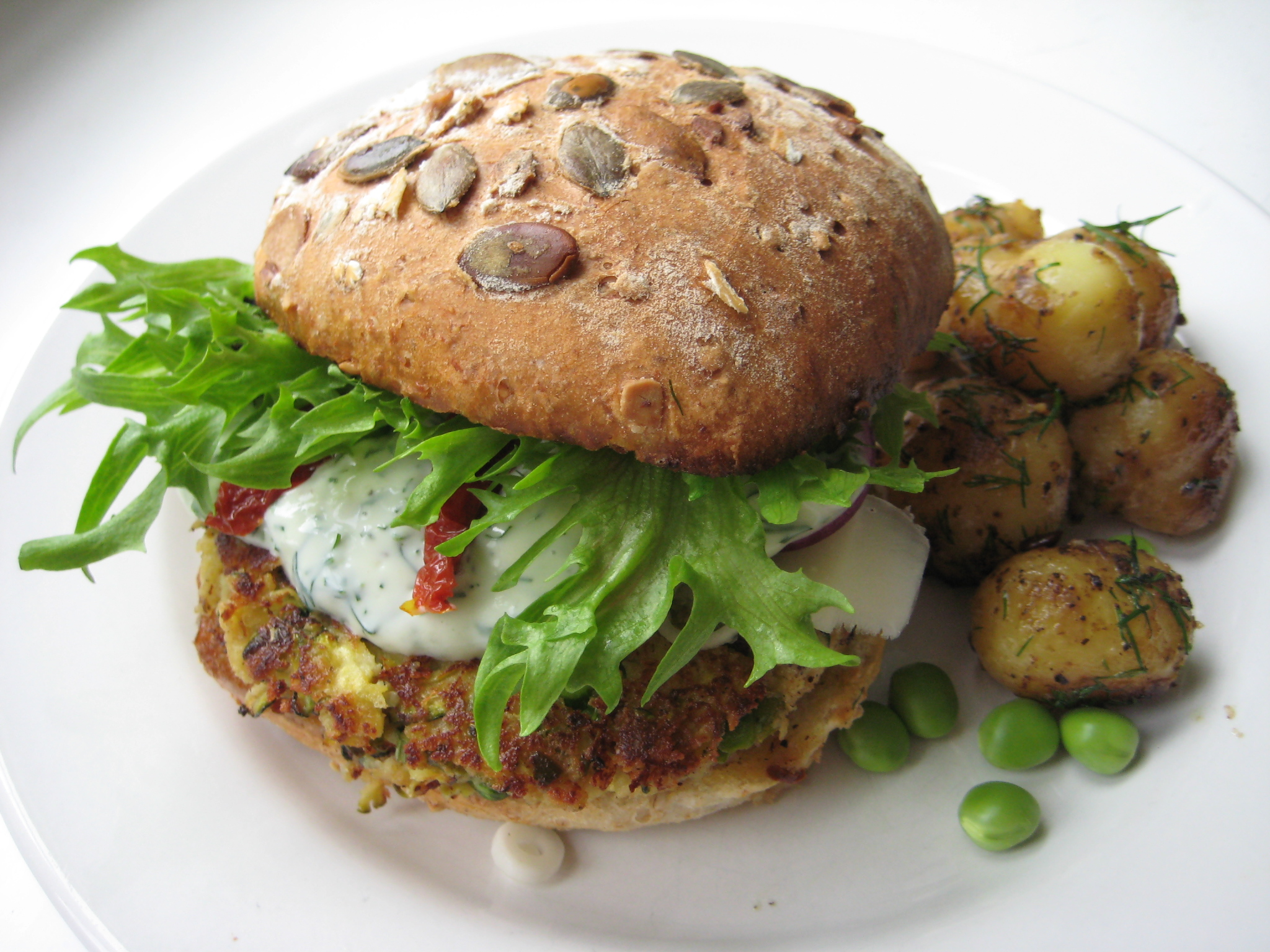
감자 조각을 곁들인 채식주의 햄버거

- 비건(vegan) : 유제품과 동물의 알, 벌꿀[1]을 포함한 모든 종류의 동물성 음식을 먹지 않고, 짐승의 가죽으로 만든 옷이나 화장품류처럼 동물성 원료가 포함된 모든 상품도 사용하지 않는 경우. 동물계에 인간이 가하는 모든 형태의 착취와 학대를 배제하고자 하는 생명 윤리적 의미가 포함되어 있다.[2]

- 생채식주의(Raw veganism) : 식물성 재료를 열을 이용해 조리하지 않고 먹거나, 효소가 파괴되는 온도인 48 °C(118 °F) 이상으로는 열을 가하지 않는다. 조리과정에서 영양소가 파괴되거나 변형되는 것을 막기 위한 경우가 많다.

- 과식주의(Fruitarianism) : 과일과 견과류의 열매와 씨앗 등, 식물에게 해를 끼치지 않는 부분만 먹는 경우. 일부 열매주의자는 나무에 매달려 있는 열매는 먹지 않고, 다 익어 땅에 떨어진 열매만 먹는 경우도 있다. 따라서 감자와 시금치 등은 먹지 않는다. 영양소 결핍의 가능성이 있어 그 수가 많지는 않다.

- 락토 베지테리언(lacto vegetarian) : 고기와 동물의 알은 먹지 않지만 유제품은 먹는 경우. 인도와 지중해 연안의 나라에서 흔하다.

- 오보 베지테리언(ovo vegetarian) : 유제품은 먹지 않지만 동물의 알은 먹는 경우.

- 락토-오보 베지테리언(lacto-ovo vegetarian) : 유제품과 동물의 알은 먹는 경우. 서양의 거의 대부분의 채식주의자들은 락토 오보 베지테리언으로 분류된다.

종교적 채식주의
- 불교 채식주의(Buddhist vegetarian, su vegetarianism) : 모든 고기류와 양파, 마늘, 부추, 리크, 샬롯 등을 먹지 않는다.

- 자이나교 채식주의(Jain vegetarian) : 유제품은 먹지만 달걀, 꿀, 뿌리 식물을 먹지 않는다.

- 명상 채식(Sattvic vegetarian) : 요가 채식이라고도 불린다. 유제품과 벌꿀을 포함하지만, 동물의 알과 발효식품, 술을 비롯해 마늘과 육두구 같은 자극적인 향신료를 피한다.

준채식(Semi-vegetarian), 정확한 의미의 채식은 아니나 특정한 고기를 먹지 않는 사람을 지칭하기도 한다. 일반적으로 육식을 하던 사람들이 비건으로 이행하는 중간 단계에서 거치는 경우가 많다.
- 페스코 베지테리안(Pesco-vegetarian, Pescetarianism) : 우유, 달걀, 생선까지 먹는 채식주의자.

- 폴로 베지테리안(Pollo-vegetarian) : 우유, 달걀, 닭고기까지만 섭취하는 경우. 붉은 살코기는 먹지 않는다.

- 플렉시테리안(Flexitarian) : 거의 대부분 채식을 하지만 때때로 육식을 하는 경우. 일부는 공장식 농장에서 생산되는 고기를 거부하고 자연 상태에서 자란 동물 고기만을 먹는 경우도 있다.

## 건강에 미치는 영향
관절염
관절염을 치료하는 데 도움이 되는지를 알아보기 위해 채식주의 식단이 연구되었지만, 좋은 근거는 발견되지 않았다.
뼈 건강
몇몇 연구에 따르면, 채식주의자의 생활 방식은 비타민 B12의 결핍과 낮은 골밀도와 연관될 수 있다고 한다. 2019년 조사 결과, 채식주의자들은 일반인에 비해 대퇴골 목과 요추의 골밀도가 낮은 것으로 나타났다.
치아 건강
2019년 조사에서는 채식주의 식단이 충치의 위험성과 관련이 있을 수 있다는 것을 발견했다.
당뇨병
채식주의 식단은 당뇨병에 걸릴 위험을 줄일 수 있다. 채식주의 식단이 제2형 당뇨병에 걸린 사람들이 당분 조절을 하는 데 도움을 줄 수 있다는 증거가 존재한다.
심장병
채식주의 식단은 심장병의 위험을 낮추고 만성 질환에 처방된 약의 필요성을 줄일 수 있다.2015년 조사에서는 채식주의 식단이 총 콜레스테롤, 저밀도 지단백질 콜레스테롤, 고밀도 지단백질 콜레스테롤, 비고밀도 지단백질 콜레스테롤의 혈중 농도를 "효과적으로 낮춘다"는 것을 발견했다."
장수
고기(붉은고기와 가공육) 섭취량이 적은 사람들의 경우 많은 먹는 사람들에 비해 치사율이 25%에서 50%까지 줄어드는 것으로 확인됐다. 또한 17년 이상 장기간 채식만 한 사람들의 경우 짧은 기간 채식한 사람들에 비해 수명이 3.6년 더 길었다.
이외에도 계란, 우유 등도 전혀 먹지 않는 완전 채식 다이어트를 하는 사람들의 경우, 고혈압, 비만, 심혈관계 질환 등으로 인한 치사율이 가장 떨어졌다.
연구를 이끈 브룩실드 롤랑 박사는 "이번 결과는 장기적으로 먹는 음식이 당신에게 해가 되는지 득이 되는지 보여준다"면서 "고기를 줄이고 과일, 야채, 곡물, 견과류 등이 풍부한 식사를 하는 것이 좋다는 의미"라고 권고했다.
한편 WHO 측은 암을 유발할 수도 있는 고기 섭취를 전적으로 중단할 필요는 없다고 선을 그은 바 있다. WHO는 "암 유발 위험을 줄이기 위해 가공육을 적당히 섭취해야 한다는 의미지 당장 중단하라고 권유하는 것은 아니다"라고 밝혔다.

## 환경적인 영향
온난화 효과가 이산화탄소의 56~86배에 이르는 메탄의 30~37%는 축산업에서 나온다고 하는데, 식품의 재배, 운송, 보관 및 유통은 기후에 유해한 배출물을 생성하기 때문에  식단 또한 기후에 많은 영향을 미칠 수 있다. 최근 들어 비건에 대한 관심도가 많아지면서 국내 채식 인구는 15만 명에서 무려 250만 명으로 증가되었다고 한다. 채식이 하나의 트렌드로 자리 잡힐 수 있었던 가장 큰 이유는 건강, 동물보호, 환경을 이야기할 수 있다.

## 같이 보기
- 호흡주의(en:Inedia, breatharianism)
- 장수식(매크로바이오틱스)
- 유제품에 대한 비판
- 세계 비건의 날
- 제러미 리프킨 - '육식의 종말'(Beyond Beef)의 저자
- 광우병(MCD/BSE)
- 유전자 변형 생물(GMO/GEO)
- 공장형 축산
- 배스킨라빈스
- 공동체주의
- 존 맥두걸